# Best Kept Secret (Sheena Easton)
Best Kept Secret è il quarto album in studio della cantante britannico-statunitense Sheena Easton, pubblicato nel 1983.

## Tracce
Side 1
1. Telefone
2. I Like the Fright
3. Almost Over You
4. Devil in a Fast Car
5. Don't Leave Me This Way

Side 2
1. Let Sleeping Dogs Lie
2. (She's in Love) With Her Radio
3. Just One Smile
4. Sweet Talk
5. Best Kept Man